# Namialo
Namialo est une ville du nord-est du Mozambique, dans la région de Nampula.
La population était de 32 048 habitants en 2007.
Elle est reliée par le chemin de fer de Nacala au port de Nacala.